# Famiglia di San Francisco
La famiglia di San Francisco, conosciuta anche con il nome di famiglia Lanza, era una famiglia di Cosa nostra statunitense, nello Stato della California.
Nel corso degli anni la cosca di San Francisco ha mantenuto stretti rapporti di affari e di collaborazione soprattutto con le altre due famiglie mafiose californiane delle città di Los Angeles e San Jose e con le cinque famiglie di New York. La "famiglia" fu fondata alla fine dell'800, con l'arrivo dei numerosi immigrati siciliani, ma aumentò notevolmente il suo potere nel 1920, con l'inizio del proibizionismo.

## Storia

### Origini
Dalla metà degli anni dieci fino alla metà degli anni venti all'interno della cosca di San Francisco scoppiarono numerose faide per il controllo della "famiglia" e per il controllo dei numerosi racket della città, soprattutto nell'ambito del controllo del contrabbando di alcolici. La cosca si divise in tre gruppi, uno comandato da Jerry Feri, un altro da Alfredo Scariso e un terzo gruppo guidato da Francesco "Frank" Lanza.
Il 28 aprile 1928 Jerry Feri viene assassinato nel suo appartamento. Come mandante dell'omicidio fu sospettato il boss rivale Alfredo Scariso, ma lo stesso Scariso fu assassinato il 19 dicembre dello stesso anno ed il suo corpo fu ritrovato nel quartiere di Fair Oaks. Mario Filippi, un altro mafioso rivale sospettato di aver partecipato all'omicidio di Scariso, viene assassinato alcuni giorni dopo, il 23 dicembre 1928. Frank Bocca, altro sospettato dell'omicidio di Scariso, viene assassinato il 30 luglio 1929, mentre si trovava all'interno della sua automobile. Con questo ennesimo omicidio, esce vincitore dalla faida il palermitano Francesco "Frank" Lanza, di 46 anni, che diventerà il boss incontrastato della mafia di San Francisco dal 1932 fino alla sua morte.

### Era di Frank Lanza
Lanza fondò di fatto la "famiglia", che in quel periodo contava circa 60 "uomini d'onore" e decine e decine di "associati" e fiancheggiatori, e ne ampliò gli interessi nei vari racket: contrabbando, estorsioni, usura, gioco d'azzardo, prostituzione, scommesse clandestine, edilizia, appalti truccati e numerosi altri racket. Rafforzò inoltre i suoi legami con la politica e l'imprenditoria della città. La "famiglia" controllava completamente il porto della città e i vari sindacati. Anche Jimmy Lanza, figlio di Frank, era un importante "uomo d'onore" della cosca. "Don Ciccio Lanza" consolidò i rapporti con Jack Dragna, capo della famiglia di Los Angeles, e con gli esponenti delle famiglie mafiose di New York, New Orleans, Chicago e Dallas. Nel 1930, Lanza come attività legale aveva aperto la "International Fish Company", una società di vendita all'ingrosso di pesce, ed inoltre era il proprietario del "Fisherman Wharf", uno dei migliori ristoranti siciliani di San Francisco. Il 14 luglio 1937, Lanza muore di cause naturali all'età di 54 anni.

### Tony Lima e Mike Abati
Alla morte di Francesco Lanza, e con l'approvazione della "Commissione", prende il potere Anthony Lima. Lima era sin dalla fine degli anni dieci un importante esponente della mafia di San Francisco. Ufficialmente proprietario di alcune grosse concessionarie di automobili nella cittadina di San Mateo, appena fuori dalla baia di San Francisco, Lima nominò come vicecapo Michael Abati. Insieme negli anni quaranta ordinarono l'omicidio di Nick DeJohn, mafioso di Chicago. Il 27 aprile 1953, Anthony Lima fu condannato a 20 anni di prigione per racket e associazione a delinquere.
Michael Abati, vicecapo della famiglia, sostituì Lima come boss sin dal 1953. Abati era "uomo d'onore" delle famiglie mafiose della Pennsylvania. Trasferitosi a San Francisco all'inizio degli anni quaranta, divenne presto una delle figure più importanti della locale famiglia mafiosa. Si guadagnò la stima e la fiducia del suo boss alla metà degli anni quaranta quando, su ordine dello stesso Lima, organizzò l'omicidio di Nick DeJohn, esponente della Chicago Outfit che si era stabilito in città ed aveva iniziato ad impiantare bische e un traffico di narcotici con alcuni dei suoi uomini, senza chiedere l'autorizzazione a Lima. Divenuto Boss, Abati elevò al rango di vicecapo Jimmy Lanza, figlio del vecchio boss Francesco Lanza. Entrambi furono sospettati dalle autorità di aver partecipato nel 1957 alla famosa Riunione di Apalachin. Dopo molte indagini dell'FBI sulle sue attività, il dipartimento dell'immigrazione scoprì che Abati non era mai stato naturalizzato cittadino statunitense: così, dopo una lunga battaglia legale, l'8 luglio 1961 Abati fu espulso dagli Stati Uniti e rimpatriato in Italia (Abati è un cognome tipicamente del Nord d'Italia). Michael Abati morì di cause naturali 14 mesi dopo, il 5 settembre 1962, all'età di 62 anni.

### 1961-1989: Jimmy Lanza
A sostituire Abati come capo della famiglia ci fu il suo vice Jimmy Lanza, considerato il boss più importante della storia della famiglia di San Francisco. A curare gli interessi della cosca nei casinò di Las Vegas, c'era uno degli uomini di fiducia di Lanza, William "Bones" Remmer. Jimmy Lanza era molto amico soprattutto di Joseph Cerrito, capo della famiglia di San Jose, Dominick Brooklier capo della famiglia di Los Angeles, e Joe Civello, capo della famiglia di Dallas. Per lungo tempo il vicecapo di Lanza è stato Gaspare Sciortino, cugino di primo grado di Samuel Sciortino, uno dei pezzi grossi della famiglia di Los Angeles. Nel 1976, Lanza diede il permesso alla famiglia patriarca di Boston, di uccidere Joseph Barboza, un loro associato della cosca del New England, che era diventato informatore della polizia, e si trovava nascosto proprio a San Francisco. L'omicidio fu commesso da Joseph Russo, elemento di spicco e killer di fiducia della famiglia di Boston, con l'aiuto di alcuni uomini di Lanza. Il 14 febbraio 2006, all'età di 103 anni, Jimmy Lanza muore di cause naturali.

### L'operazione Portofino e gli ultimi anni
Alla guida della mafia di San Francisco, a sostituire Lanza viene messo, stando alle dichiarazioni di Jimmy Fratianno, Frank Velotta (che secondo le autorità non fu mai un uomo d'onore). Maita è stato il proprietario del "Porno Easy Street Theater", di Redwood City, mentre Maranghi era il proprietario dell'"Anchor café". Nel dicembre del 1988, la polizia italiana, coordinata dal giudice Giovanni Falcone, assieme all'FBI e alla DEA, stroncano un grosso traffico di droga da Palermo verso San Francisco, arrestando 75 persone in America e 133 in Italia.
Una delle basi del traffico di stupefacenti era il "Portofino Café", un noto locale del quartiere di North Beach. Tra gli arrestati figuravano Maranghi, all'interno della cui abitazione furono sequestrati 11 chili di cocaina, ed il figlio Giancarlo. Negli ultimi anni la famiglia di San Francisco è stata notevolmente indebolita dalle numerose operazioni di polizia. 
Oggi la famiglia viene considerata estinta, in quanto già negli anni'80 vi erano solo 20-25 membri.

## Leadership storica

### Boss (ufficiale e reggente)
- 1932-1937 — Francesco "Frank" Lanza — morto di cause naturali nel 1937.
- 1937-1953 — Anthony "Tony" Lima — imprigionato nel 1953, morto nel 1973.
- 1953-1961 — Michael "Mr. Bud" Abati — deportato in Italia nel 1961, morto nel 1962.
- 1961-1989 — James "Jimmy the Hat" Lanza — ritiratosi nel 1989, morto nel 2006.
- 1989-2005 — Frank "Skinny" Velotta — (solo associato) imprigionato nel 1983, morto di cause naturali nel 2005.
  - Reggente 1989-1995 — Angelo Commito

### Vicecapo
- 1932-1947 — Giuseppe "Joe" Alioto — rimosso nel 1947, ritiratosi nel 1953, morto nel 1961.
- 1947-1953 — Michael "Mr. Bud" Abati — diventato boss nel 1937.
- 1953-1989 — Gaspare "Bill" Sciortino — ritiratosi nel 1989, morto nel 1990.
- 1989-2005 — Angelo Commito — ritiratosi nel 2005.

### Consigliere
- 1932-1961 — Filippo "Phil" Maita — ritiratosi nel 1961, morto nel 1984.
- 1961-1985 — Alphonse "Charles" LaRocca — morto per cause naturali nel 1985.
- 1985-1993 — Anthony "Tony Junior" Lima Jr.